# 首期
正名頭期款，又名首期、頭款、首付，是有價物件的按揭貸款第一筆付款。如房產、汽車等，為保證供款者的還款能力，以及配合物業所在地區的房地產政策，一般都有對首期佔總貸款額的比例有所限制。普遍來說，首期佔物業估價的10%，但在樓宇買賣活躍的地區，地方政府可能會把首期限制在30%，以減少因投機炒賣而增加的物業交易。

## 相關
- 分期付款
- 按揭
- 定金
- 按金